# Hoplia aurata
Hoplia aurata är en skalbaggsart som beskrevs av Waterhouse 1877. Hoplia aurata ingår i släktet Hoplia och familjen Melolonthidae. Inga underarter finns listade i Catalogue of Life.